# Montacute, South Australia
Montacute är en ort i Australien. Den ligger i kommunen Adelaide Hills och delstaten South Australia, omkring 14 kilometer öster om delstatshuvudstaden Adelaide. Antalet invånare är 339.
Runt Montacute är det ganska tätbefolkat, med 58 invånare per kvadratkilometer.. Närmaste större samhälle är Adelaide, omkring 14 kilometer väster om Montacute. 
I omgivningarna runt Montacute växer i huvudsak blandskog. Genomsnittlig årsnederbörd är 593 millimeter. Den regnigaste månaden är juli, med i genomsnitt 95 mm nederbörd, och den torraste är december, med 13 mm nederbörd.